# Micrastur semitorquatus
El halcón montés collarejo (Micrastur semitorquatus), también denominado halcón montés grande, halcón de monte acollarado, halcón del bosque de collar o halcón selvático de collar,  es una especie de ave falconiforme de la familia de los Falconidae que vive en América.

## Descripción
El halcón montés de collarejo mide de 51 a 58,5 cm de longitud, con una envergadura alar de 76 - 94 cm. El plumaje es muy variable entre individuos. Sus partes superiores suelen ser de color gris oscuro o negro, mientras que sus partes inferiores son blancas o crema pálido, con o sin franjas oscuras horizontales. Presentan una banda blanca alrededor del cuello y su larga cola también presenta cuatro franjas blancas transversales. Algunos individuos son completamente negros. Sus patas son amarillentas y la zona entre los ojos y el pico que no tiene plumas es de color gris verdoso.

## Distribución
Se encuentra en Argentina, Belice, Bolivia, Brasil, Colombia, Costa Rica, Ecuador, El Salvador, Guayana francesa, Guatemala, Guyana, Honduras, México, Nicaragua, Panamá, Paraguay, Perú, Surinam, Estados Unidos, Venezuela y Nicaragua .
Sus hábitats naturales son tanto las selvas húmedas como los bosques secos tropicales y subtropicales.